# Ledningskollen
Ledningskollen.se är en webbtjänst som syftar till att minska risken för grävskador och därmed indirekt stärka kritisk infrastruktur och öka krishanteringsförmågan. Både att registrera sina nuvarande och planerade ledningsnät samt skapa ärenden i Ledningskollen är kostnadsfritt. Tjänsten drivs av Post- och telestyrelsen (PTS)  och finansieras av PTS, Svenska kraftnät och Trafikverket.
Tjänsten lanserades för hela Sverige den 1 december 2010.

## Användning
Det vanligaste skälet att använda Ledningskollen är att man planerar någon slags markarbete, eftersom det då finns en risk finns att man gräver av ledningar. Man begär då ledningsanvisning/kabelanvisning av den som äger ledningar i området. Begäran utförs genom att grävaren ritar ut sitt arbetsområde på en karta vilket sedan matchas mot bakomliggande intresseområden som anslutna ledningsägare själva har ritat in. De ledningsägare som blir tilldelade ärendet kontaktar sedan grävaren och lämnar svar i form av ledningskartor eller utsättning. Som ledningsägare laddar man inte upp något detaljerat nät i Ledningskollen, utan markerar endast områden där man vill få in ärenden. Det är frivilligt för ledningsägare att delta i Ledningskollen.